# 69. Międzynarodowy Festiwal Filmowy w Cannes
69. Międzynarodowy Festiwal Filmowy w Cannes odbył się w dniach 11–22 maja 2016 roku. Imprezę otworzył pokaz amerykańskiego filmu Śmietanka towarzyska w reżyserii Woody’ego Allena. W konkursie głównym zaprezentowanych zostało 21 filmów pochodzących z 12 różnych krajów.
Jury pod przewodnictwem australijskiego reżysera George’a Millera przyznało nagrodę główną festiwalu, Złotą Palmę, brytyjskiemu filmowi Ja, Daniel Blake w reżyserii Kena Loacha. Drugą nagrodę w konkursie głównym, Grand Prix, przyznano kanadyjskiemu obrazowi To tylko koniec świata w reżyserii Xaviera Dolana.
Oficjalny plakat promocyjny festiwalu przedstawiał fotos z filmu Pogarda (1963) Jean-Luka Godarda, na którym aktor Michel Piccoli wspina się po schodach Casa Malaparte na włoskiej wyspie Capri. Galę otwarcia i zamknięcia festiwalu prowadził francuski aktor Laurent Lafitte.

## Członkowie jury

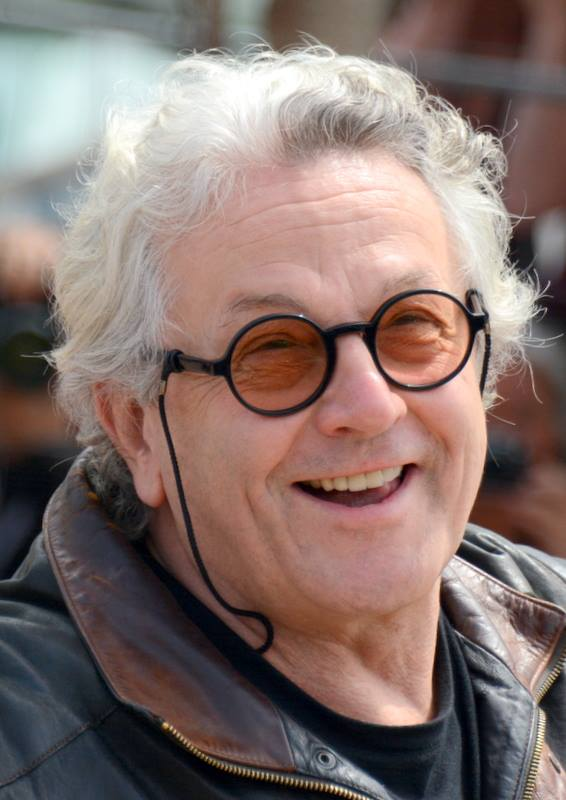
Przewodniczący jury konkursu głównego George Miller

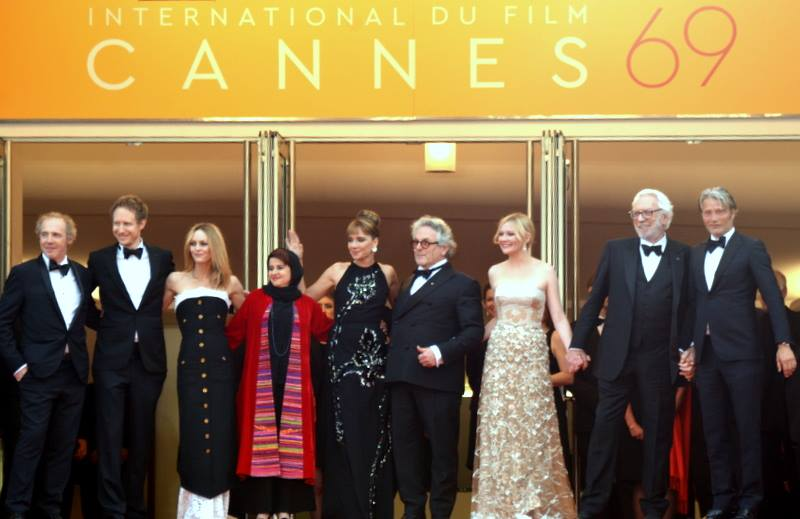
Jury konkursu głównego

### Konkurs główny
- George Miller, australijski reżyser – przewodniczący jury[6]
- Arnaud Desplechin, francuski reżyser
- Kirsten Dunst, amerykańska aktorka
- Valeria Golino, włoska aktorka i reżyserka
- Mads Mikkelsen, duński aktor
- László Nemes, węgierski reżyser
- Vanessa Paradis, francuska aktorka
- Katayoon Shahabi, irańska producentka filmowa
- Donald Sutherland, kanadyjski aktor

### Sekcja „Un Certain Regard”
- Marthe Keller, szwajcarska aktorka – przewodnicząca jury
- Jessica Hausner, austriacka reżyserka
- Diego Luna, meksykański aktor
- Ruben Östlund, szwedzki reżyser
- Céline Sallette, francuska aktorka

### Cinéfondation i filmy krótkometrażowe
- Naomi Kawase, japońska reżyserka – przewodnicząca jury
- Marie-Josée Croze, kanadyjska aktorka
- Jean-Marie Larrieu, francuski reżyser
- Santiago Loza, argentyński reżyser
- Radu Muntean, rumuński reżyser

### Złota Kamera – debiuty reżyserskie
- Catherine Corsini, francuska reżyserka – przewodnicząca jury
- Jean-Christophe Berjon, francuski krytyk filmowy
- Jean-Marie Dreujou, francuski operator filmowy
- Isabelle Frilley, dyrektorka Titra Film
- Aleksandr Rodnianski, ukraiński producent filmowy

### Złote Oko – filmy dokumentalne
- Gianfranco Rosi, włoski reżyser − przewodniczący jury
- Anne Aghion, francuska reżyserka
- Thierry Garrel, francuski producent filmowy
- Amir Labaki, brazylijski krytyk filmowy
- Natacha Régnier, belgijska aktorka

## Selekcja oficjalna

### Otwarcie i zamknięcie festiwalu
|             | Tytuł                | Reżyseria   | Kraj produkcji    |
| ----------- | -------------------- | ----------- | ----------------- |
| Otwierający | Śmietanka towarzyska | Woody Allen | Stany Zjednoczone |
| Zamykający  | Ja, Daniel Blake     | Ken Loach   | Wielka Brytania   |

### Konkurs główny
Następujące filmy zostały wyselekcjonowane do udziału w konkursie głównym o Złotą Palmę:
| Tytuł polski           | Tytuł oryginalny      | Reżyseria                  | Kraj produkcji    |
| ---------------------- | --------------------- | -------------------------- | ----------------- |
| Służąca                | 아가씨 Ah-ga-ssi      | Park Chan-wook             | Korea Południowa  |
| American Honey         | American Honey        | Andrea Arnold              | Wielka Brytania   |
| Aquarius               | Aquarius              | Kleber Mendonça Filho      | Brazylia          |
| Egzamin                | Bacalaureat           | Cristian Mungiu            | Rumunia           |
| Elle                   | Elle                  | Paul Verhoeven             | Francja           |
| Nieznajoma dziewczyna  | La fille inconnue     | Jean-Pierre i Luc Dardenne | Belgia            |
| Klient                 | فروشنده Forushande    | Asghar Farhadi             | Iran              |
| Ja, Daniel Blake       | I, Daniel Blake       | Ken Loach                  | Wielka Brytania   |
| Julieta                | Julieta               | Pedro Almodóvar            | Hiszpania         |
| To tylko koniec świata | Juste la fin du monde | Xavier Dolan               | Kanada            |
| Jej twarz              | The Last Face         | Sean Penn                  | Stany Zjednoczone |
| Loving                 | Loving                | Jeff Nichols               | Stany Zjednoczone |
| Martwe wody            | Ma Loute              | Bruno Dumont               | Francja           |
| Mama Rosa              | Ma’ Rosa              | Brillante Mendoza          | Filipiny          |
| Z innego świata        | Mal de pierres        | Nicole Garcia              | Francja           |
| Neon Demon             | The Neon Demon        | Nicolas Winding Refn       | Stany Zjednoczone |
| Paterson               | Paterson              | Jim Jarmusch               | Stany Zjednoczone |
| Stylistka              | Personal Shopper      | Olivier Assayas            | Francja           |
| W pionie               | Rester vertical       | Alain Guiraudie            | Francja           |
| Sieranevada            | Sieranevada           | Cristi Puiu                | Rumunia           |
| Toni Erdmann           | Toni Erdmann          | Maren Ade                  | Niemcy            |

### Sekcja „Un Certain Regard”
Następujące filmy zostały wyświetlone na festiwalu w ramach sekcji „Un Certain Regard”:
| Tytuł polski                                | Tytuł oryginalny                             | Reżyseria                        | Kraj produkcji    |
| ------------------------------------------- | -------------------------------------------- | -------------------------------- | ----------------- |
| Praktykant                                  | Apprentice                                   | Boo Junfeng                      | Singapur          |
| Psy                                         | Câini                                        | Bogdan Mirică                    | Rumunia           |
| Captain Fantastic                           | Captain Fantastic                            | Matt Ross                        | Stany Zjednoczone |
| Tancerka                                    | La danseuse                                  | Stéphanie Di Giusto              | Francja           |
| Zderzenie                                   | اشتباك Eshtebak                              | Mohamed Diab                     | Egipt             |
| Okaleczone                                  | 淵に立つ Fuchi ni tatsu                      | Kōji Fukada                      | Japonia           |
| Aż do piekła                                | Hell or High Water                           | David Mackenzie                  | Stany Zjednoczone |
| Olli Mäki. Najszczęśliwszy dzień jego życia | Hymyilevä mies                               | Juho Kuosmanen                   | Finlandia         |
| Długa noc Francisco Sanctisa                | La larga noche de Francisco Sanctis          | Francisco Márquez i Andrea Testa | Argentyna         |
| Za górami, za wzgórzami                     | מעבר להרים ולגבעות Me’Ever Laharim Vehagvaot | Eran Kolirin                     | Izrael            |
| Sprawy osobiste                             | أمور شخصية Omor Shakhsiya                    | Maha Haj                         | Palestyna         |
| Czarny Perykles                             | Pericle il Nero                              | Stefano Mordini                  | Włochy            |
| Czerwony żółw                               | La tortue rouge                              | Michaël Dudok de Wit             | Francja           |
| Przeobrażenie                               | The Transfiguration                          | Michael O’Shea                   | Stany Zjednoczone |
| Uczeń                                       | (М)Ученик (M)Uczenik                         | Kiriłł Sieriebriennikow          | Rosja             |
| Po burzy                                    | 海よりもまだ深く Umi yori mo mada fukaku     | Hirokazu Koreeda                 | Japonia           |
| Inwersja                                    | وارونگی Varoonegi                            | Behnam Behzadi                   | Iran              |
| Postój                                      | Voir du pays                                 | Delphine Coulin i Muriel Coulin  | Francja           |

### Pokazy pozakonkursowe
Następujące filmy zostały wyświetlone na festiwalu w ramach pokazów pozakonkursowych:
| Tytuł polski             | Tytuł oryginalny  | Reżyseria            | Kraj produkcji    |
| ------------------------ | ----------------- | -------------------- | ----------------- |
| BFG: Bardzo Fajny Gigant | The BFG           | Steven Spielberg     | Stany Zjednoczone |
| Dziedzictwo krwi         | Blood Father      | Jean-François Richet | Francja           |
| Zombie express           | 부산행 Busanhaeng | Yeon Sang-ho         | Korea Południowa  |
| Śmietanka towarzyska     | Café Society      | Woody Allen          | Stany Zjednoczone |
| Gimme Danger             | Gimme Danger      | Jim Jarmusch         | Stany Zjednoczone |
| Lament                   | 곡성 Gok-seong    | Na Hong-jin          | Korea Południowa  |
| Zakładnik z Wall Street  | Money Monster     | Jodie Foster         | Stany Zjednoczone |
| Nice Guys. Równi goście  | The Nice Guys     | Shane Black          | Stany Zjednoczone |

### Pokazy specjalne
Następujące filmy zostały wyświetlone na festiwalu w ramach pokazów specjalnych:
| Tytuł polski                       | Tytuł oryginalny                       | Reżyseria                              | Kraj produkcji |
| ---------------------------------- | -------------------------------------- | -------------------------------------- | -------------- |
| Osioł                              | Le cancre                              | Paul Vecchiali                         | Francja        |
| Na czatach                         | Chouf                                  | Karim Dridi                            | Francja        |
| Wygnanie                           | Exil                                   | Rithy Panh                             | Kambodża       |
| Las przeznaczenia                  | La forêt de quinconces                 | Grégoire Leprince-Ringuet              | Francja        |
| Kamienne pięści                    | Hands of Stone                         | Jonathan Jakubowicz                    | Panama         |
| Hissein Habré - tragedia czadyjska | Hissein Habré, une tragédie tchadienne | Mahamat Saleh Haroun                   | Czad           |
| Śmierć Ludwika XIV                 | La mort de Louis XIV                   | Albert Serra                           | Francja        |
| Peszmergowie. Walczący z ISIS      | Peshmerga                              | Bernard-Henri Lévy                     | Francja        |
| Ostatnia plaża                     | L'ultima spiaggia                      | Thanos Anastopoulos i Davide Del Degan | Włochy         |
| Szkodliwe jednostki                | Wrong Elements                         | Jonathan Littell                       | Francja        |

## Laureaci nagród

### Konkurs główny
Złota Palma

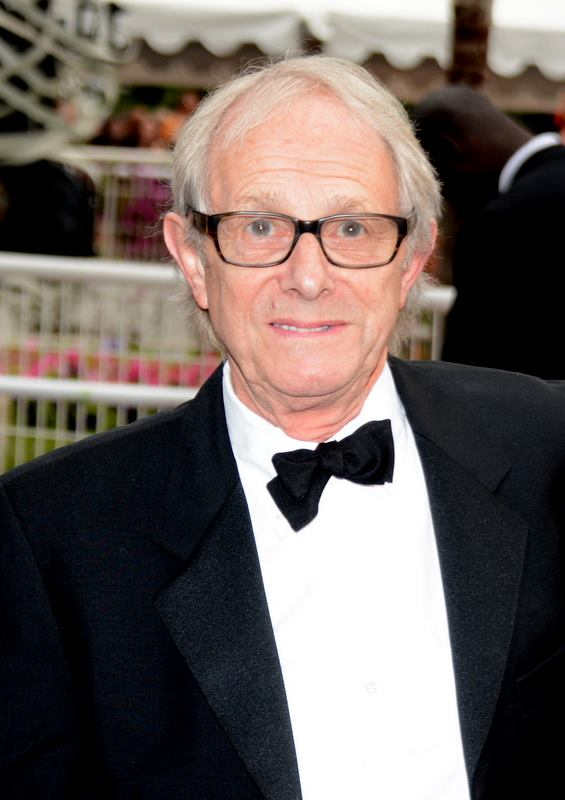
Laureat Złotej Palmy Ken Loach

- Ja, Daniel Blake, reż. Ken Loach

Grand Prix
- To tylko koniec świata, reż. Xavier Dolan

Nagroda Jury
- American Honey, reż. Andrea Arnold

Najlepsza reżyseria
- Olivier Assayas – Stylistka
- Cristian Mungiu – Egzamin

Najlepsza aktorka
- Jaclyn Jose – Mama Rosa

Najlepszy aktor
- Shahab Hosseini – Klient

Najlepszy scenariusz
- Asghar Farhadi – Klient

### Sekcja „Un Certain Regard”
Nagroda Główna
- Olli Mäki. Najszczęśliwszy dzień jego życia, reż. Juho Kuosmanen

Nagroda Jury
- Okaleczone, reż. Kōji Fukada

Najlepsza reżyseria
- Matt Ross – Captain Fantastic

Najlepszy scenariusz
- Delphine Coulin i Muriel Coulin – Postój

Nagroda Specjalna Jury
- Czerwony żółw, reż. Michaël Dudok de Wit

### Konkurs filmów krótkometrażowych
Złota Palma dla najlepszego filmu krótkometrażowego
- Timecode, reż. Juanjo Giménez

Wyróżnienie Specjalne
- A moça que dançou com o Diabo, reż. João Paulo Miranda Maria

Nagroda Cinéfondation dla najlepszej etiudy studenckiej
- I miejsce:  Anna, reż. Or Sinai
- II miejsce:  In the Hills, reż. Hamid Ahmadi
- III miejsce:  La culpa, probablemente, reż. Michael Labarca /  Odgłos lizania, reż. Nádja Andrasev

### Wybrane pozostałe nagrody

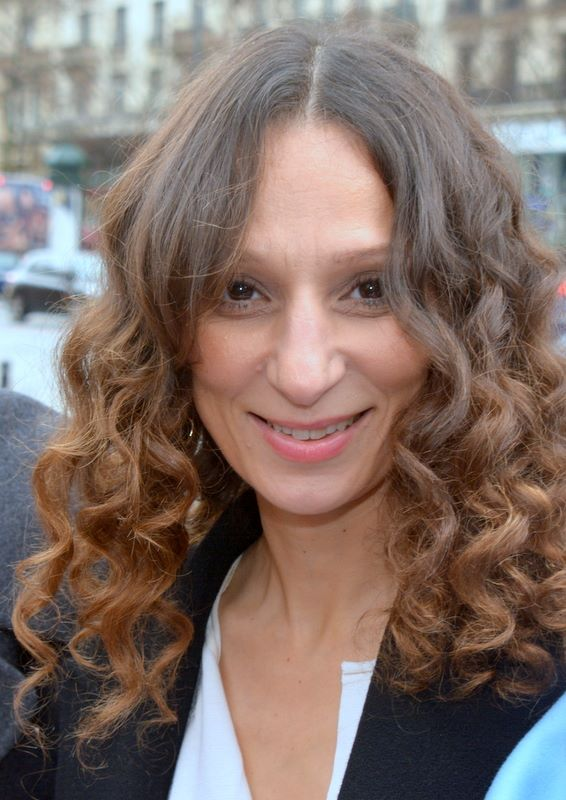
Laureatka Złotej Kamery Houda Benyamina

Złota Kamera za najlepszy debiut reżyserski
- W pogoni za marzeniami, reż. Houda Benyamina

Nagroda Główna w sekcji „Międzynarodowy Tydzień Krytyki”
- Mimozy, reż. Oliver Laxe

Nagroda Główna w sekcji „Quinzaine des Réalisateurs” – CICAE Award
- Wilki i owce, reż. Shahrbanoo Sadat

Nagroda Label Europa Cinemas dla najlepszego filmu europejskiego w sekcji "Quinzaine des réalisateurs"
- Najemnik, reż. Sacha Wolff

Złote Oko za najlepszy film dokumentalny
- Cinema Novo, reż. Eryk Rocha
  - Wyróżnienie:  Kino objazdowe, reż. Shirley Abraham i Amit Madheshiya

Nagroda FIPRESCI
- Konkurs główny:  Toni Erdmann, reż. Maren Ade
- Sekcja „Un Certain Regard”:  Psy, reż. Bogdan Mirică
- Sekcja „Międzynarodowy Tydzień Krytyki”:  Mięso, reż. Julia Ducournau

Nagroda Jury Ekumenicznego
- To tylko koniec świata, reż. Xavier Dolan
  - Wyróżnienie:  American Honey, reż. Andrea Arnold /  Ja, Daniel Blake, reż. Ken Loach

Nagroda Vulcan dla artysty technicznego
- Ryu Seong-hie za scenografię do filmu Służąca

Nagroda za najlepszą ścieżkę dźwiękową
- Cliff Martinez − Neon Demon

Nagroda im. François Chalais dla filmu propagującego znaczenie dziennikarstwa
- Uczeń, reż. Kiriłł Sieriebriennikow

Queerowa Palma dla najlepszego filmu o tematyce LGBT
- Kilka żyć Teresy, reż. Sébastien Lifshitz

Nagroda Palm Dog dla najlepszego psiego występu na festiwalu
- Paterson, reż. Jim Jarmusch

Honorowa Złota Palma za całokształt twórczości
- Jean-Pierre Léaud